# Roxheim (Bobenheim-Roxheim)

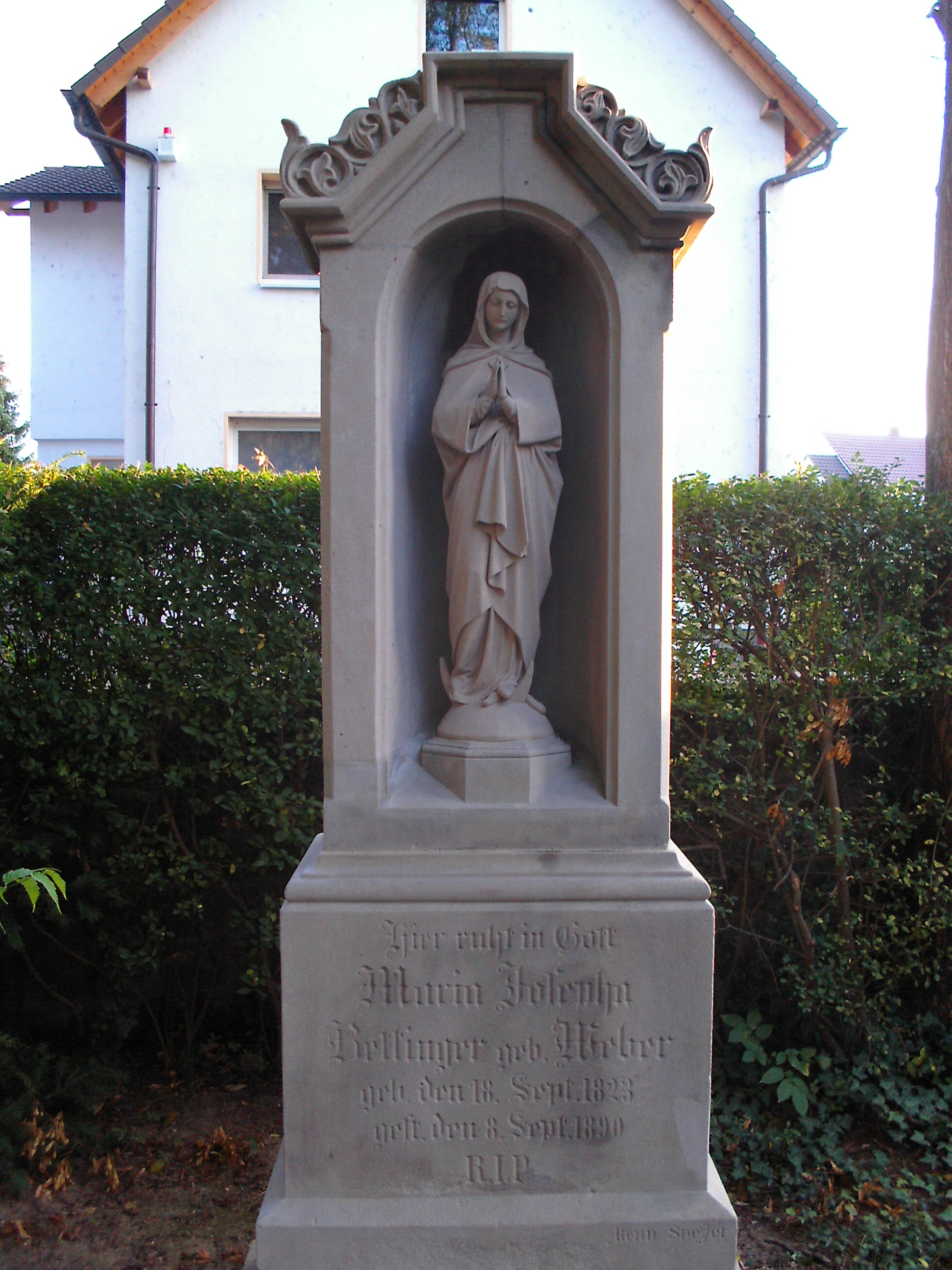
Bettinger Grabmal, Friedhof Roxheim, mit verkleinerter Ausführung der Immaculata von der Trierer Mariensäule

Roxheim ist der kleinere Ortsteil der im rheinland-pfälzischen Rhein-Pfalz-Kreis liegenden Gemeinde Bobenheim-Roxheim.

## Lage
Roxheim liegt in der Oberrheinischen Tiefebene im südlichen Teil der Ortsgemeinde. Mit Bobenheim ist der Ort baulich inzwischen zusammengewachsen, sodass keine räumliche Trennung mehr möglich ist. 

## Geschichte
Bis zum Ende des 18. Jahrhunderts gehörte der Ort zum Hochstift Worms. Von 1798 bis 1814, als die Pfalz Teil der Französischen Republik (bis 1804) und anschließend Teil des Napoleonischen Kaiserreichs war, war Roxheim in den Kanton Frankenthal eingegliedert und unterstand der Mairie Bobenheim. 1815 hatte der Ort insgesamt 410 Einwohner. Von 1818 bis 1862 war der Ort Bestandteil des Landkommissariat Frankenthal, das anschließend in ein Bezirksamt umgewandelt wurde.
1938 wurde der Ort in den Landkreis Frankenthal eingegliedert. Nach dem Zweiten Weltkrieg wurde Roxheim innerhalb der französischen Besatzungszone Teil des damals neu gebildeten Landes Rheinland-Pfalz. Im Zuge der ersten rheinland-pfälzischen Verwaltungsreform wurde Roxheim am 7. Juni 1969 mit der Nachbargemeinde Bobenheim am Rhein zur neuen Ortsgemeinde Bobenheim-Roxheim zusammengelegt. Gleichzeitig wechselte der Ort in den Landkreis Ludwigshafen, der seit 2004 Rhein-Pfalz-Kreis heißt.
1888 bis 1895 war der spätere Kardinal Franziskus von Bettinger Ortspfarrer in Roxheim. Seine Mutter starb dort 1890 und ihr Grabdenkmal von Gottfried Renn ist auf dem Friedhof erhalten. Seine Immaculata-Figur ist eine verkleinerte Ausführung der Monumentalstatue des Künstlers auf der Mariensäule Trier.

## Infrastruktur
Im Ortskern von Roxheim befindet sich das Heimatmuseum Bobenheim-Roxheim. Außerdem liegt im Ort die katholische Kirche St. Maria Magdalena. Ab 1885 gab es im Ort eine Synagoge, die bereits in den 1930ern aufgegeben und im Anschluss zum Wohnhaus umgebaut wurde. Ebenso existierte zeitweise ein Jüdischer Friedhof.

## Persönlichkeiten

### Ehrenbürger
- Georg Biundo (1892–1988), evangelischer Geistlicher und Historiker

### Söhne und Töchter des Ortes
- Karl Wanger (1930–2000), Fußballspieler
- Hans Graber (1931–2021), Träger der Verdienstmedaille der Bundesrepublik Deutschland